# Michael Johnston (Schauspieler)

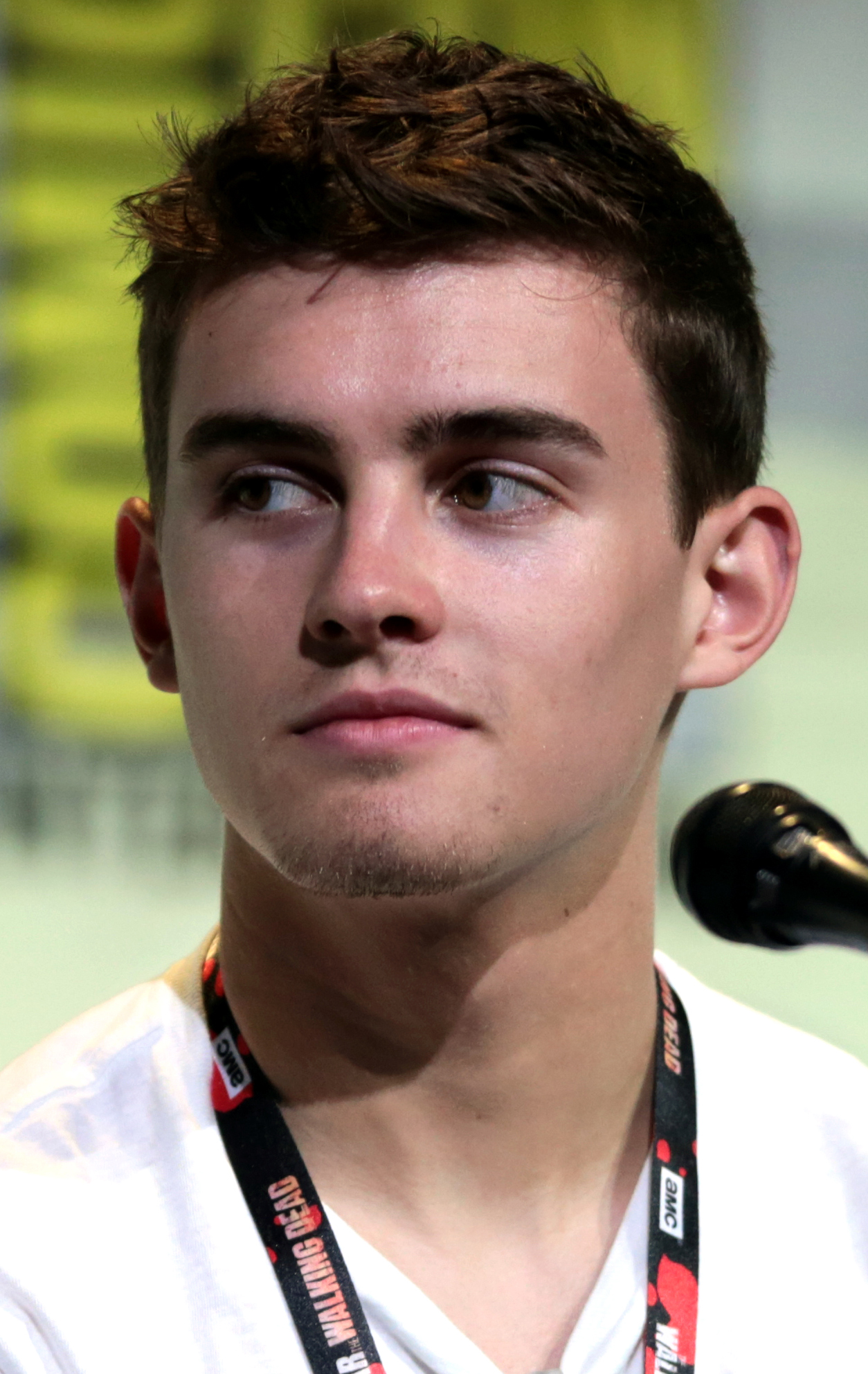
Michael Johnston (2016)

Michael Johnston (* 22. Februar 1996 in Rutherfordton, North Carolina) ist ein US-amerikanischer Schauspieler und Synchronsprecher.

## Leben
Johnston wurde am 22. Februar 1996 geboren und wuchs in Rutherfordton auf. Nach seinem Abschluss an der R-S Central High School zog er nach Chicago um am The Second City Schauspiel zu lernen. Nach sechs Monaten dort zog er nach Los Angeles. Bis 2017 war er mit dem Model und der Schauspielerin Macayla Botelho liiert.
Johnston debütierte 2008 in der titelgebenden Hauptrolle des Zack Turner im Spielfilm Zack’s Life als Schauspieler. Danach lieh er als Synchronsprecher verschiedenen Charakteren in Computerspielen und Zeichentrickserie seine Stimme. Von 2015 bis 2017 stellte er in der Fernsehserie Teen Wolf die Rolle des Corey Bryant dar. 2016 verkörperte er im Horrorfilm The Evil Ones – Die Verfluchten die Rolle des Zach. 2021 spielte er im Musikvideo zum Lied Don’t Say Love des Sängers Andrew Matarazzo mit.

## Filmografie (Auswahl)
- 2008: Zack’s Life
- 2015: Awkward – Mein sogenanntes Leben (Awkward., Fernsehserie, Episode 5x11)
- 2015–2017: Teen Wolf (Fernsehserie, 28 Episoden)
- 2016: Lego Friends: The Power of Friendship (Fernsehserie, Episode 1x02)
- 2016: Slash
- 2016: The Evil Ones – Die Verfluchten (Bornless Ones)
- 2016: Pure Genius (Fernsehserie, Episode 1x02)
- 2018: The Maestro
- 2018: Supergirl (Fernsehserie, Episode 4x07)
- 2019: The InBetween (Fernsehserie, Episode 1x09)
- 2019: Drama Drama
- 2021: Danger Park – tödliche Safari (Endangered Species)
- 2022: S.W.A.T. (Fernsehserie, Episode 5x17)

## Synchronisationen (Auswahl)
- 2012: Bee Wars (Animationsfilm)
- 2012: Dust: An Elysian Tail (Computerspiel)
- 2012: Totes Burgers (Animationsfilm)
- 2012–2014: TOME: Terrain of Magical Expertise (Zeichentrickserie, 3 Episoden)
- 2013: The Man Who Won’t Rhyme (Kurzfilm)
- 2014: Smite (Computerspiel)
- 2014: Nagi-Asu: A Lull in the Sea (Nagi no Asukara/凪のあすから, Zeichentrickserie, 4 Episoden)
- 2014: Tales of Zestiria: Dawn of the Shepherd (Tales of Zestiria: Dôshi no yoake/テイルズ オブ ゼスティリア ～導師の夜明け～, Animationsfernsehfilm)
- 2015: Tales of Zestiria (Teiruzu obu zesutiria, Computerspiel)
- 2015–2016: Assassination Classroom (Ansatsu Kyōshitsu/暗殺教室, Zeichentrickserie, 47 Episoden)
- 2015–2016: Lego Friends (Zeichentrickserie, 4 Episoden)
- 2016: Lastman (Zeichentrickserie, 4 Episoden)
- 2016–2017: Tales of Zestiria the X (Tales of Zestiria the X/テイルズ オブ ゼスティリア ザ クロス, Zeichentrickserie, 23 Episoden)
- 2016–2018: Zak Storm Super Pirat (Animationsserie, 37 Episoden)
- 2017: Kingdom Hearts HD 2.8 Final Chapter Prologue (Computerspiel)
- 2017: Valkyria Revolution (Computerspiel)
- 2017: Home – Zuhause bei Tip & Oh (Home: Adventures with Tip & Oh, Zeichentrickserie, Episode 2x02)
- 2017: Fire Emblem Heroes (Faiâ emuburemu hîrôzu, Computerspiel)
- 2017: Final Fantasy XV: Comrades (Computerspiel)
- 2018: Last Year: The Nightmare (Computerspiel)
- 2019: Kingdom Hearts (Computerspiel)
- 2019: Ride Your Wave (Kimi to, nami ni noretara/きみと、波にのれたら, Zeichentrickfilm)
- 2019: Demon Slayer (Kimetsu no Yaiba/鬼滅の刃, Zeichentrickserie, 4 Episoden)
- 2019: The Blackout Club (Computerspiel)
- 2019: Concrete Genie (Computerspiel)
- 2019: Star Wars Jedi: Fallen Order (Computerspiel)
- 2020: The Academy of Magic (Animationsfilm)
- 2020: Doc McStuffins, Spielzeugärztin (Doc McStuffins, Animationsserie, Episode 5x14)
- 2020: Marvel’s Avengers (Computerspiel)
- 2021: The Artful Escape (Computerspiel)
- 2021: Demon Slayer: Kimetsu no Yaiba – The Hinokami Chronicles (Computerspiel)
- 2023: The Texas Chain Saw Massacre (Computerspiel)
- 2023: Well-Versed (Zeichentrickserie)
- 2023: Akuma-kun (悪魔くん, Zeichentrickserie, 12 Episoden)